# Церква Святого Лаврентія (Ґілдголл, Лондон)
Церква Святого Лаврентія біля Ґілдголла (Сент-Лоренс; англ. St Lawrence Jewry) — колишня англіканська парафіяльна церква в кварталі Ґілдголл (Сіті) міста Лондон (Велика Британія). Засновано в XII столітті; нинішню будівлю зведено між 1670 і 1687 роками за проєктом Крістофера Рена. Не має своєї парафії — є церквою гільдії.

## Історія та опис

### Середньовічна будівля
Католицьку церкву біля Ґілдголлу побудовано в XII столітті і присвячено Святому Лаврентію Римському. 1988 року розташування церкви пов'язали з недавно розкопаним давньоримським амфітеатром, що розташовувався в Лондоні. Парафіяльна церква стояла неподалік колишнього середньовічного єврейського гетто, що дало назву храму «St Lawrence Jewry». Від 1280 року храм був під патронажем Бейлліол-коледжу в Оксфорді. У старій будівлі церкви проповідував письменник Томас Мор.

### Сучасна будівля
1618 року середньовічну церкву відремонтували коштом приватних жертводавців — усі вікна заповнили вітражами. Під час Великої лондонської пожежі 1666 року будівля зруйнувалась. Відновлено її за проєктом архітектора Крістофера Рена в період між 1670 і 1687 роками; нова будівля має 81 фут завдовжки і 68 футів завширшки. Потім парафію Святого Лаврентія об'єднали з парафією церкви Святої Марії Магдалини на вулиці Мілк-стріт (St Mary Magdalen, Milk Street), оскільки цю церкву після пожежі не відновили.

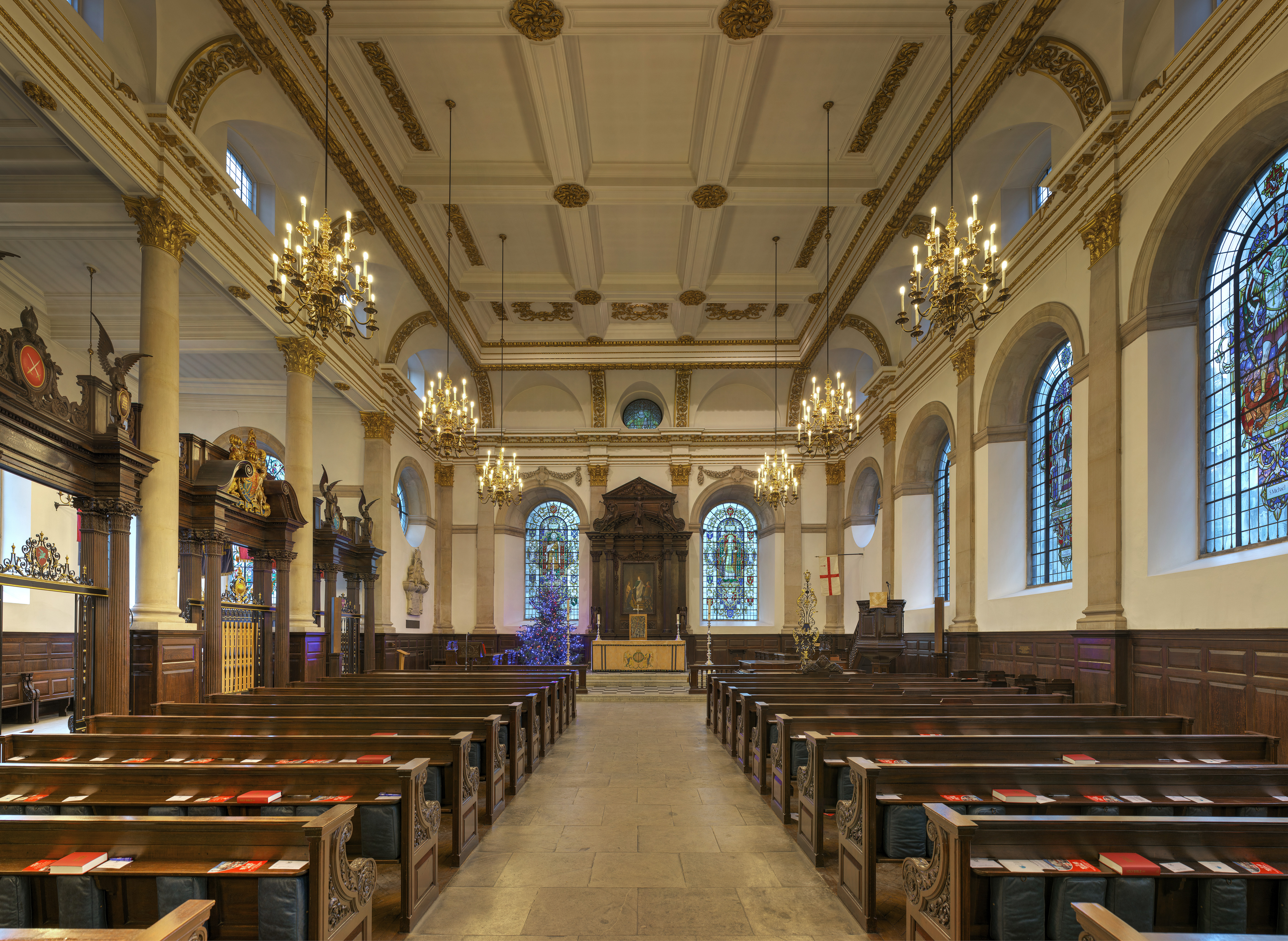
Інтер'єр церкви Святого Лаврентія (2013)

Церква Святого Лаврентія біля Ґілдголлу дуже постраждала під час Другої світової війни, під час бомбардувань «Бліцу»: будівлю практично зруйновано 29 грудня 1940 року. Після війни адміністрація Лондонського Сіті погодилася відновити її за свої гроші, оскільки в адміністрації Бейлліол-коледжу не знайшлося коштів для відтворення храму. Будівлю відновлено 1957 року за оригінальним проєктом Рена за участі архітектора Сесіла Брауна (Cecil Brown, 1902—1983). Відтоді це більше не парафіяльна церква, а церква гільдії, передана місту.
4 січня 1950 року церковну будівлю внесено до списку пам'яток архітектури першого ступеня (Grade I).
У церкві поховані архієпископ Кентерберійський Джон Тіллотсон, який обіймав посаду від 1691 до 1694 року, і купець Джеффрі Болейна (1406—1463).
Церкву також використовує Новозеландське товариств Великої Британії (New Zealand Society UK), яке щороку в лютому відзначає День Вайтанги (Waitangi Day).
Президент Королівського коледжу органістів Кетрін Еніс (Catherine Ennis, 1955—2020) була органісткою храму Святого Лаврентія до своєї смерті 24 грудня 2020 року.
Флюгер нинішньої церкви виконано у формі «зброї мучеництва» Святого Лаврентія — залізних ґрат.

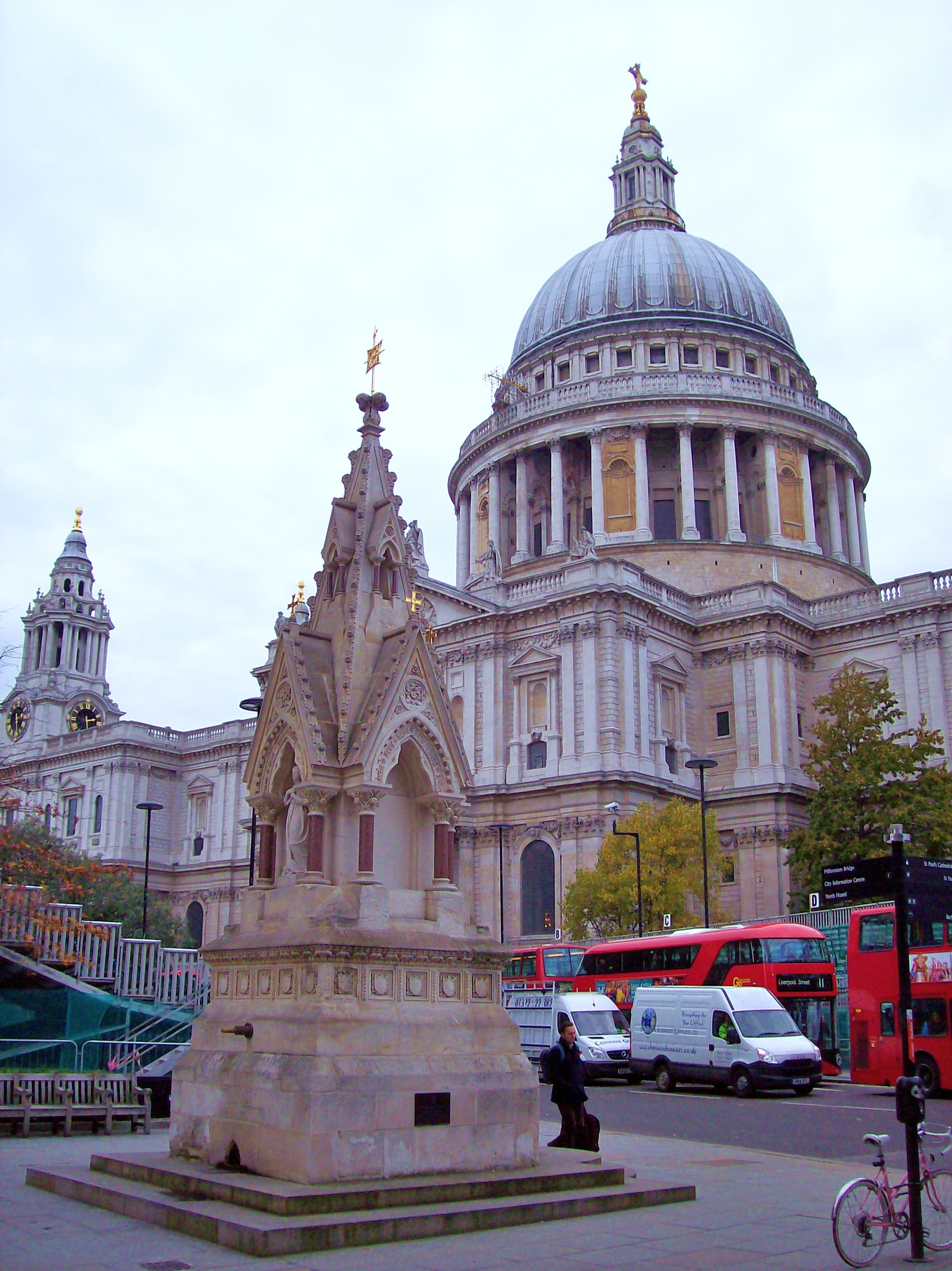
Фонтан Святого Лаврентія та Марії Магдалини (2014)

### Фотан
Питний фонтанчик Святого Лаврентія та Марії Магдалини спроєктував архітектор Джон Робінсон. Бронзову скульптуру Святого Лаврентія та Марії Магдалини створив художник Джозеф Дарем. Спочатку, 1866 року, фонтан встановлено біля церкви Святого Лаврентія, але в 1970-х роках його розібрали на 150 частин та помістили до міського сховища. Тут він пробув п'ятнадцять років, після чого 2009 року деталі відправлено на ливарний завод у Чичестері для повторного складання. 2010 року фонтан перенесено на нове місце: нині він розташований на східній стороні саду Картер-Лейн (Carter Lane Gardens) біля собору Святого Павла.